# Capella de sa Tanca Vella
Sa Tanca Vella és una capella al municipi de Sant Francesc de Formentera, capital de l'illa de Formentera. Fou la primera església contemporània de Formentera. Depèn de la parròquia eclesiàstica de Sant Francesc Xavier.
L'església, de dimensions reduïdes, té una planta rectangular i està coberta per una volta de canó. L'aspecte exterior és simple, senzill i auster, sense allunyar-se de l'arquitectura formenterera tradicional.
En diversos escrits es fa menció de la Capella però resulta difícil ubicar-la en una data concreta; ja es feia menció al segle xiii. El Consell de Formentera va adquirir el terreny i la casa que hi havia a sa Tanca Vella, restaurà la capella una vegada enderrocada la casa a causa del seu estat ruïnós.